# Protestantische Kirche (Breitfurt)

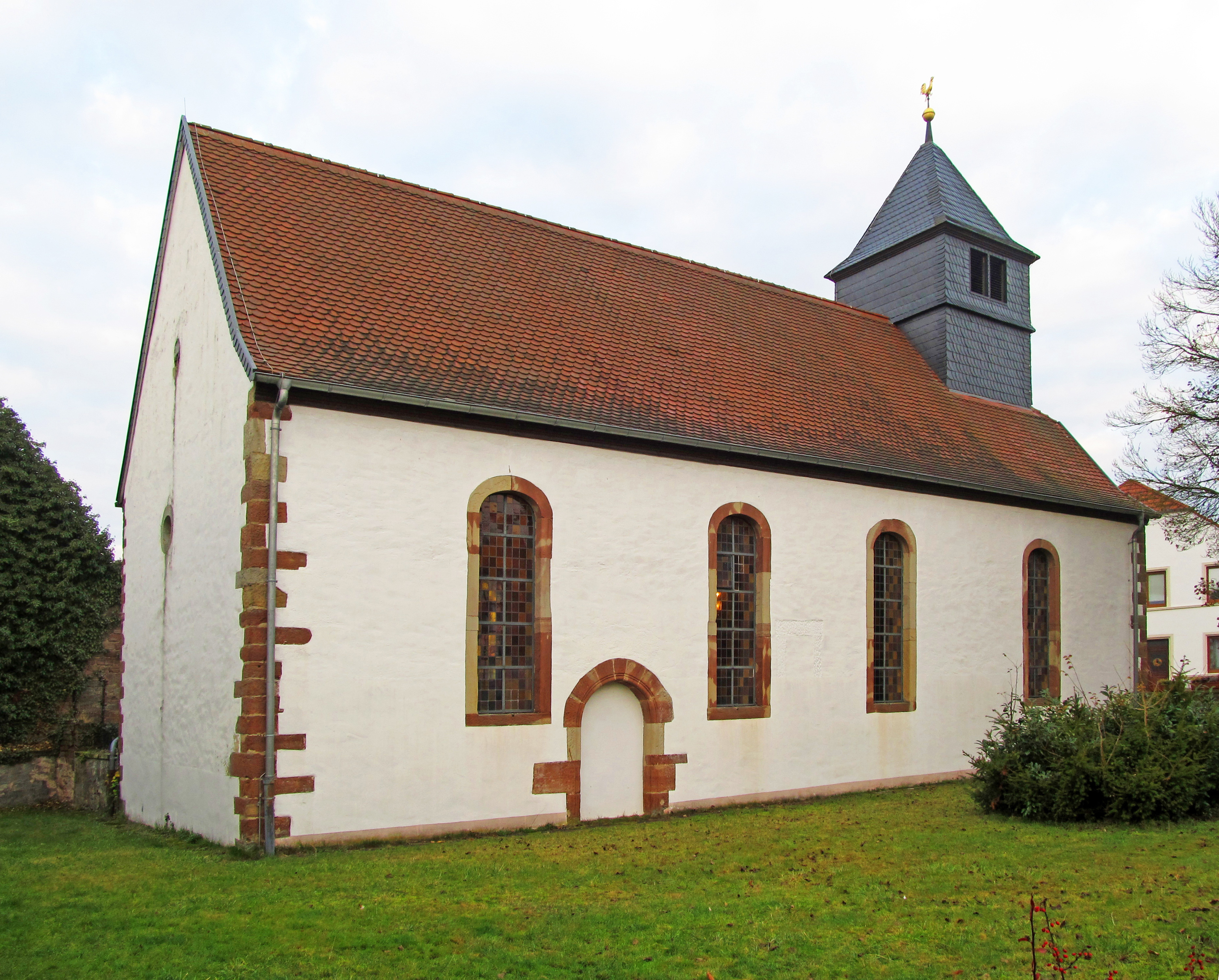
Die protestantische Kirche in Breitfurt

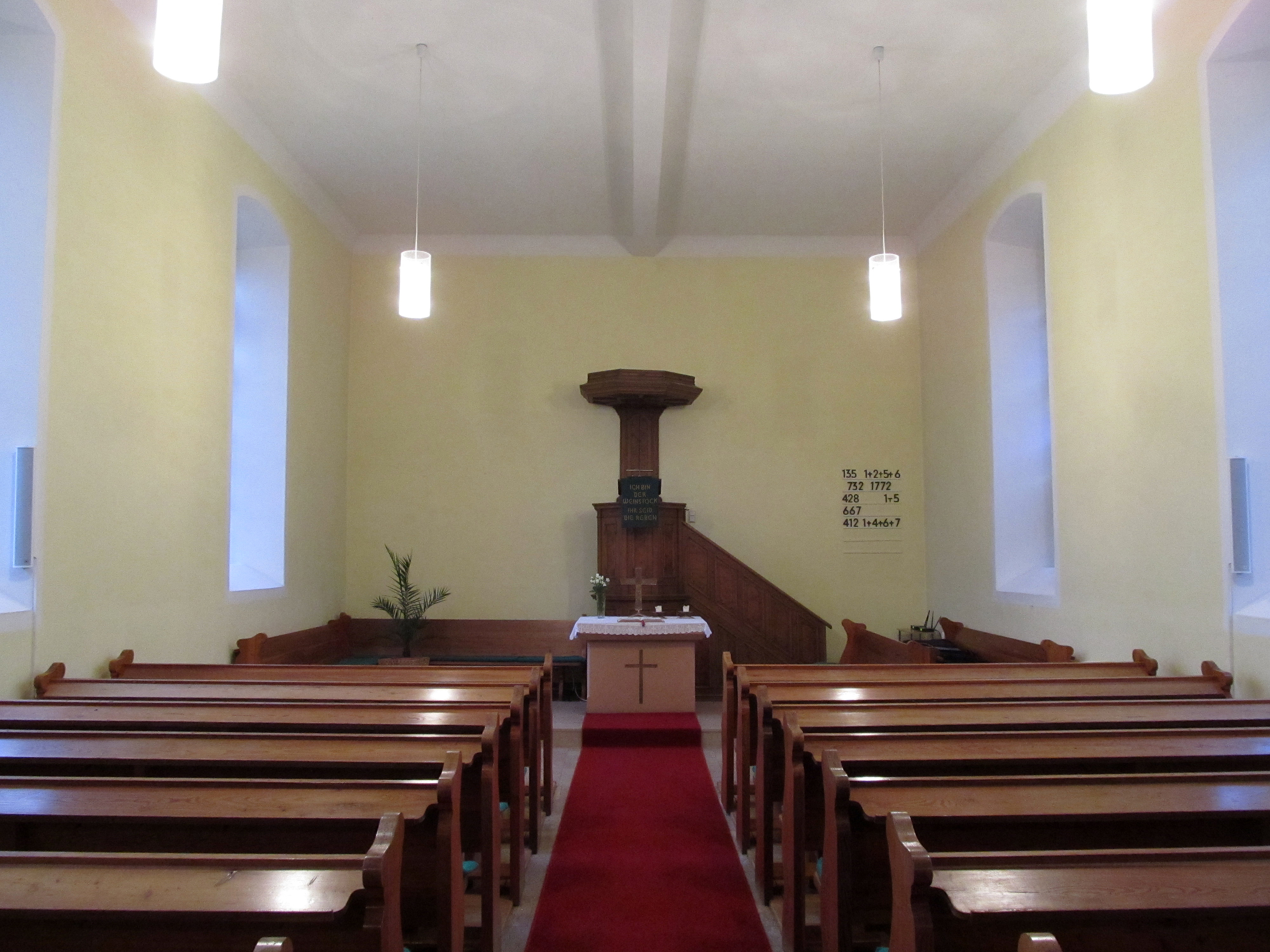
Blick ins Innere der Kirche

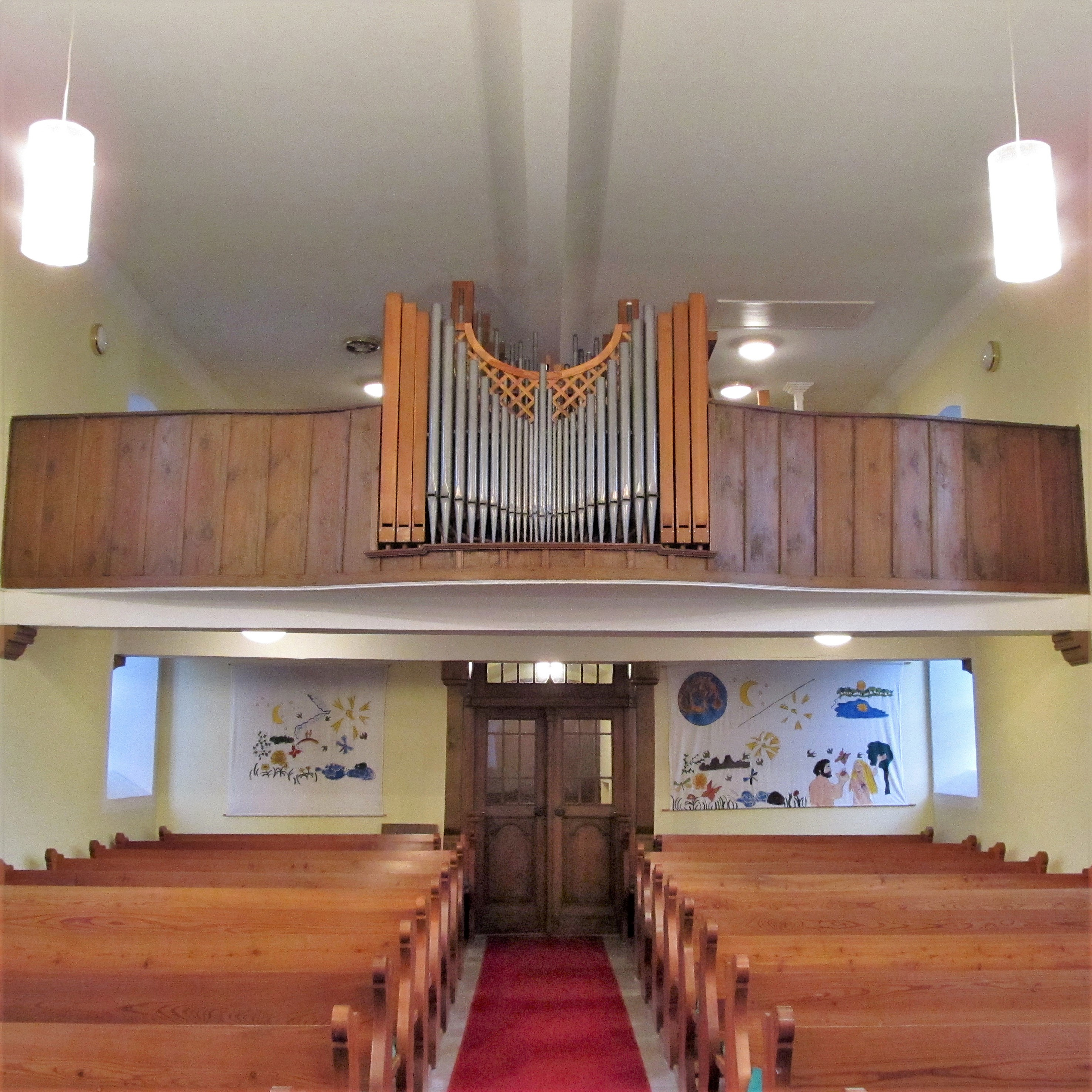
Blick zur Orgelempore

Die Protestantische Kirche Breitfurt ist die Pfarrkirche der protestantischen Kirchengemeinde im saarländischen Breitfurt im Kirchenbezirk (Dekanat) Zweibrücken der Evangelischen Kirche der Pfalz. In der Denkmalliste des Saarlandes ist die Kirche als Einzeldenkmal aufgeführt.

## Geschichte
Die Kirche ist der Nachfolgebau einer im 15. Jahrhundert gebauten Kapelle, die bis 1624 verfallen war. Im Jahr 1724 erfolgte der Bau des heutigen Kirchengebäudes, wobei Bauteile des Vorgängerbaus Verwendung fanden. 1792 kam es zu einer Restaurierung durch den Architekten und Landbaudirektor Friedrich Gerhard Wahl (Zweibrücken). 1822 wurde die Kirche nach Norden erweitert und ein Dachreiter errichtet. 1927 wurde im Rahmen einer weiteren Restaurierung eine Empore eingebaut. Weitere Restaurierungen erfolgten 1948, 1970–1971 und 2000.

## Orgel
1952 wurde durch die Firma Hugo Mayer Orgelbau (Saarbrücken-Brebach) eine Orgel gebaut, bei der es sich möglicherweise um die erste Orgel von Hugo Mayer handelte, die von ihm als Vertreter der Firma Walcker im Saarland gebaut worden war. 2003 erfolgte ein Neubau unter Wiederverwendung des Prospektes und des Pfeifenwerks durch Peter Ohlert (Kirkel). Das in die Emporenbrüstung eingebaute und seitenspielige Instrument verfügt über 8 Register verteilt auf 1 Manual und Pedal sowie mechanische Schleifladen
| I Manual C–g3 |                   |            |
| 1.            | Gedackt           | 8′         |
| 2.            | Principal         | 4′         |
| 3.            | Rohrflöte         | 4′         |
| 4.            | Waldflöte         | 2′         |
|               | Quinte (Vorabzug) | 1 ⁄3′      |
| 5.            | Mixtur III–IV     | 1 ⁄3′      |
| 6.            | Cornet 8va        | [ Anm. 1 ] |

| Pedal C–d1 |         |     |
| 7.         | Violon  | 8′  |
| 8.         | Dulzian | 16′ |

- Koppeln: I/P

Anmerkungen
1. ↑  ab a1, als Vorabzug ab cis2, 16′-Basis